# Le lion est mort ce soir (film)
Pour la chanson, voir The Lion Sleeps Tonight.
Pour plus de détails, voir Fiche technique et Distribution.
Le lion est mort ce soir (ライオンは今夜死ぬ, Raion wa kon'ya shinu) est une comédie dramatique franco-japonaise réalisée par Nobuhiro Suwa et sortie en 2017.

## Synopsis
Un acteur âgé, Jean, se demande comment interpréter la mort de son personnage sur un film pour les besoins duquel un réalisateur le réunit avec Anna, actrice avec qui il a joué il y a longtemps dans un film devenu culte. Anna étant déprimée par une rupture sentimentale récente, le tournage est interrompu pendant quelques jours.
Jean en profite d'abord pour aller voir une vieille amie, Marie. Puis il s'installe dans une maison abandonnée, habitée autrefois par Juliette, une femme qu'il a aimée dans sa jeunesse et qui est morte en 1972. Or celle-ci lui apparaît à nouveau.
Des enfants qui cherchent à tourner un film, aidés des conseils d'un adulte, s'immiscent également dans la maison et rencontrent Jean. Il accepte de tourner le film avec eux.
Les enfants imaginent une histoire de fantômes, interprétant l'ensemble des rôles aux côtés de Jean. La dernière scène aura lieu au bord d'un lac, où Jean parle une dernière fois avec Juliette.
Le tournage du film principal reprend finalement et Jean peut à présent jouer la scène de sa mort.

## Fiche technique
Source : dossier de presse
- Titre original français : Le lion est mort ce soir
- Titre japonais : ライオンは今夜死ぬ, Raion wa kon'ya shinu
- Réalisation : Nobuhiro Suwa
- Scénario : Nobuhiro Suwa
- Photographie : Tom Harari
- Montage : Martial Salomon
- Décors : Thomas Grézaud
- Musique : Olivier Marguerit
- Producteur : Michiko Yoshitake, Jérôme Dopffer et Yuji Sadai
- Production : Les Productions Balthazar, Film-in-Evolution et Bitters End
- Distribution : Shellac
- Pays de production :  France et  Japon
- Langue originale : français
- Format : couleur - 1,85:1
- Genre : comédie dramatique
- Durée : 104 minutes
- Dates de sortie :
  - Espagne : 28 septembre 2017 (festival international du film de Saint-Sébastien)
  - France : 3 janvier 2018[3]
  - Japon : 20 janvier 2018[4]

## Distribution
- Jean-Pierre Léaud : Jean
- Pauline Étienne : Juliette
- Maud Wyler : Céline
- Arthur Harari : Philippe
- Isabelle Weingarten : Marie
- Noë Sampy : Yuki
- Louis-Do de Lencquesaing : le réalisateur
- Jean-Louis Berard : Claude
- Françoise Michaud : la maquilleuse

## Autour du film
Le film utilise des dialogues d'une pièce de théâtre écrite par Pierre Léaud, père de Jean-Pierre Léaud, pour les échanges entre Jean et Juliette.